# Keith Behrman
Keith Behrman (Shaunavon, 1º aprile 1963) è un regista e sceneggiatore canadese.

## Biografia
La sua opera prima, il lungometraggio Flower & Garnet, con Callum Keith Rennie e Jane McGregor, Colin Roberts e Dov Tiefenbach, ha vinto il Claude Jutra Award come miglior film al 23º Genie Awards ed è stato inserito nella sezione Panorama al Festival di Berlino 2003.
Nel 2018 ha diretto Giant Little Ones, con Kyle MacLachlan e Maria Bello e Josh Wiggins, film a tematica LGBT, presentato al 2018 Toronto International Film Festival.

## Filmografia

### Regista

#### Cinema
- Thomas - cortometraggio (1995)
- White Cloud, Blue Mountain - cortometraggio (1997)
- Ernest - cortometraggio (2000)
- Made in Canada, Volume 1: Best of the CFC, co-regia collettiva - video (2002)
- Flower & Garnet (2002)
- The National Parks Project, co-regia collettiva - documentario (2011)
- Giant Little Ones (2018)

#### Televisione
- The Unprofessionals – serie TV (2001)
- Da Vinci's Inquest – serie TV, episodio 5x04 (2002)
- Alla corte di Alice (This Is Wonderland) – serie TV, episodi 1x04-1x05-1x09 (2004)
- Godiva's – serie TV, episodio 2x08 (2006)
- The Stagers – serie TV, 12 episodi (2008)
- People of the Port – serie TV documentario (2014)